# Earlene Brown

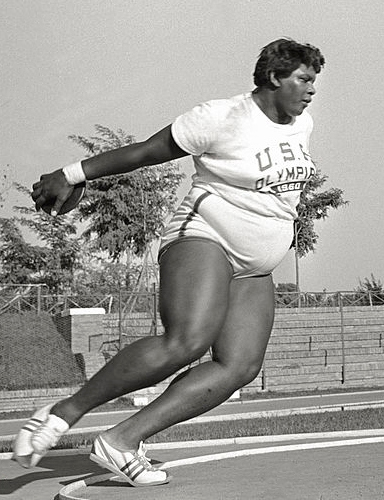
Earlene Brown en 1960.

Earlene Dennis Brown, née le 11 juillet 1935 à Laredo (Texas) et décédée le 21 mai 1983 à Compton (Californie), était une athlète américaine qui pratiquait les lancers du poids et du disque. 
Considérée comme l'une des meilleures lanceuses américaines de tous les temps, Earlene Brown a été huit fois championne de États-Unis au lancer du poids et trois fois au lancer du disque. En 1959, elle remporta l'or dans ces deux disciplines aux Jeux panaméricains.
Aux Jeux olympiques de 1960, elle remporta le bronze au lancer du poids derrière la soviétique Tamara Press et l'allemande Johanna Lüttge.

## Palmarès

### Jeux olympiques
- Jeux olympiques de 1956 à Melbourne ( Australie) 
  - 6e au lancer du poids
  - 4e au lancer du disque
- Jeux olympiques de 1960 à Rome ( Italie) 
  -  Médaille de bronze au lancer du poids
- Jeux olympiques de 1964 à Tokyo ( Japon) 
  - 12e lancer du poids

### Jeux panaméricains
- Jeux Panaméricains de 1959 à Chicago ( États-Unis)
  -  Médaille d'or au lancer du poids
  -  Médaille d'or au lancer du disque